# Démétrios I. Sótér

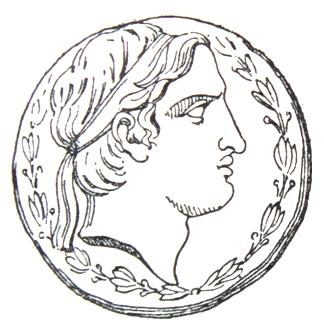
Démétrios I. Sótér.

Démétrios I. zvaný Sotér (asi 186 př. n. l. – 150 př. n. l.) vládl v letech 162 př. n. l. až 150 př. n. l. seleukovské říši.
V dětství jej jeho otec Seleukos poslal do Říma jako rukojmí. Po smrti Antiocha IV. Epifana požádal senát, aby jej propustil domů, aby se mohl ujmout království po otci, avšak senát jeho žádost odmítl. Senátoři nebyli nakloněni představě, že by se vlády v Sýrii měl ujmou mladý a energický Démétrios, a raději potvrdili králem Epifanova malého syna Antiocha V. Eupatora.
Když však byl v Sýrii zabit rozzuřeným davem římský legát Gnaeus Octavius, využil Démétrios příležitosti a tajně uprchl z Říma. V Sýrii se mu dostalo vřelého přijetí, Antiocha nechal zavraždit a sám se stal králem. I Římané jeho postavení uznali, třebaže neochotně.
Snažil se upevnit hroutící se říši a dosáhl jistých úspěchů. V roce 161 př. n. l. porazil a zabil babylonského satrapu Timarcha, který se proti němu vzbouřil, za což se mu od Babylóňanů dostalo přízviska Sotér (Zachránce). I v dalších výbojích se mu dařilo. Vpadl do Kappadokie a sesadil jejího krále Ariaratha IV. a místo něj dosadil na trůn údajného Ariarathova bratra Oroferna.
Velké potíže mu činily nepokoje, které neustále propukaly v Judeji. O moc tam soupeřili „ortodoxní“ Makabejští a helénizovaní Sádokovci. Umírněný sádokovský velekněz Alkimos se po nepokojích uchýlil k Demétriovi do Antiochie a podařilo se mu jej přesvědčit, aby mu poskytl pomoc, v jeho snaze znovu dosáhnout hodnosti velekněze. Demétrios s ním vyslal do Judeje vojsko v čele s Nikánorem. Tato výprava však skončila fiaskem a roku 161 př. n. l. bylo syrské vojsko na hlavu poraženo v bitvě u Adasy. Druhý pokus zpacifikovat odbojné Židy již byl úspěšnější. Ještě téhož roku totiž jiné syrské vojsko, tentokrát vedené Bakchidem, oplatilo u Jeruzaléma nad Židy zvítězilo. Následně se Bakchidovi podařilo dostat pod kontrolu prakticky celou zemi a Alkimos byl znovu uveden do úřadu velekněze. Alkimos však záhy zemřel a k moci se opět dostala Makabejská strana. Nepokoje se opět stupňovaly a Démétrios v roce 158 př. n. l. znovu vyslal Bakchida, aby je potlačil. Byl však Jónatanem, vůdcem Makabejských, poražen a nucen uzavřít mír.
V roce 150 př. n. l. se Démétriovi vynořil vážný konkurent Alexander Balas. Prohlašoval o sobě, že je synem Antiocha Epifana, a podařilo se mu na svou stranu získat jak Římany, kteří uznali jeho nárok na syrský trůn, tak i další důležité hráče v této oblasti, vůdce Makabejských Jónatana a egyptského vládce Ptolemaia VI., s jehož dcerou se oženil. Démétrios se však nechtěl jen tak vzdát. V první bitvě Alexandra porazil, v další jej Štěstěna opustila a sám padl.